# Özer Umdu
Özer Umdu (né en 1952 à Balıkesir en Turquie) est un joueur de football turc.
Il est connu pour avoir fini meilleur buteur du championnat de Turquie lors de la saison 1979 avec quinze buts.